# Martinho Gusmão

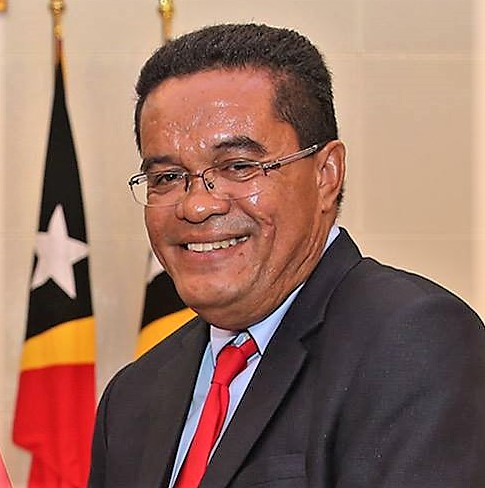
Martinho Gusmão (2018)

Martinho Germano da Silva Gusmão (* 22. Mai 1968 in Baucau, Portugiesisch-Timor) ist ein ehemaliger römisch-katholischer Geistlicher aus Osttimor.

## Werdegang
Gusmão wurde 1968 als Sohn von Francisco Gusmão und Amélia da Silva geboren. Bei den Salesianern in Baucau besuchte Martinho Gusmão von 1974 bis 1983 die Grundschule (1975 fielen die Indonesier in Osttimor ein und annektierten das Land) und von 1983 bis 1985 die Prä-Sekundarschule. Dem folgte bis 1989 die Sekundarschule im Seminarum Sancti Dominici in Hokeng auf der indonesischen Insel Flores und von 1991 bis 1995 ein Hochschulstudium der Philosophie in Malang. Das Master-Studium in Malang erfolgte von 1996 bis 1998 und ein zweites in Politikwissenschaften von 2002 bis 2005 an der Päpstlichen Universität Gregoriana in Rom.
Am 26. Februar 1998 wurde Gusmão Diakon in der Kathedrale vom Malang und am 8. September erfolgte die Aufnahme in das Presbyterium des Bistums Baucau.

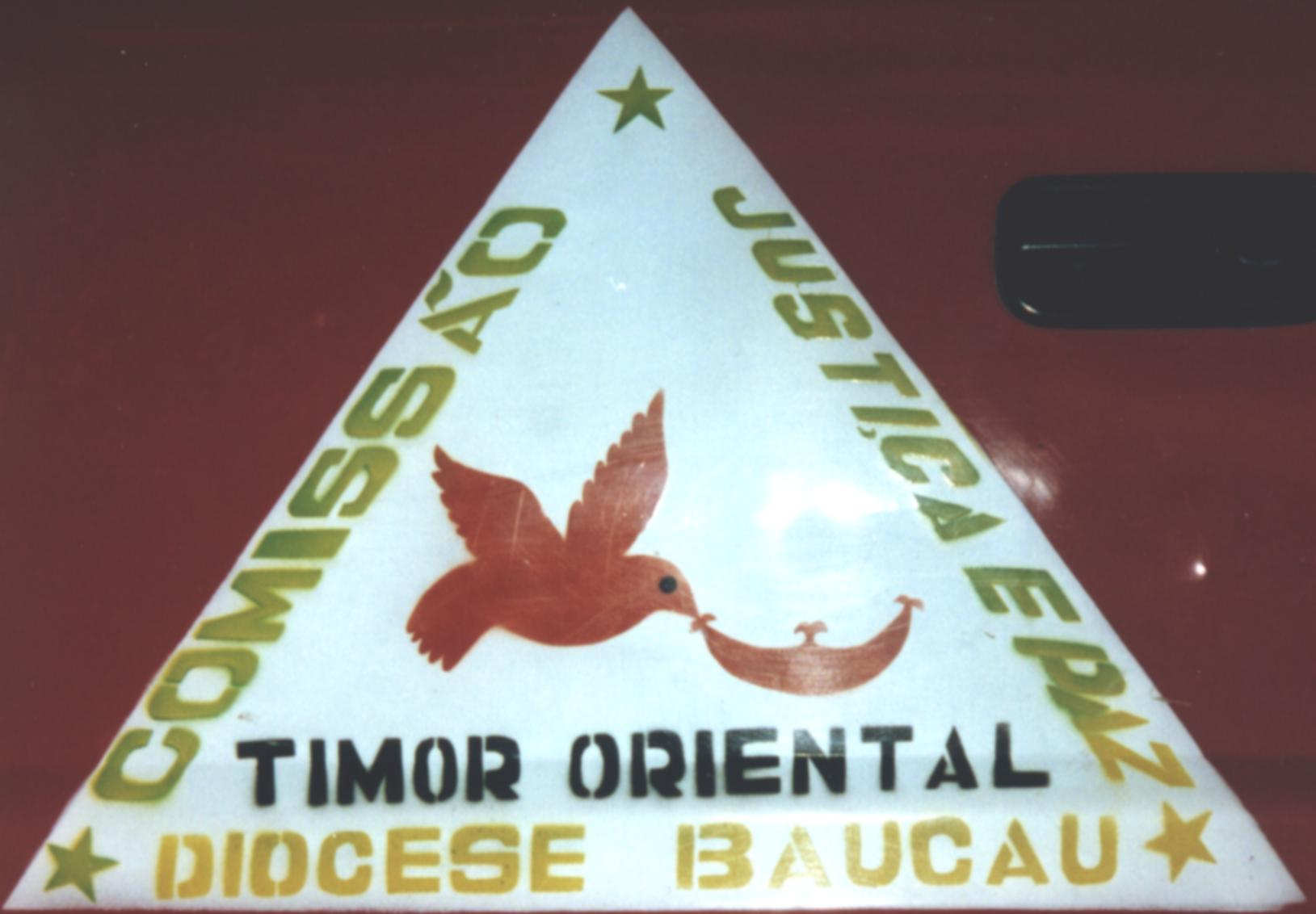
Kommission für Recht & Frieden der Diözese Baucau

Gusmão war in den ersten Jahren der Unabhängigkeit Osttimors Präsident der Recht- und Friedenskommission des Bistums Baucau. In dieser Funktion verlangte er eine Verfolgung der Menschenrechtsverletzungen während der indonesischen Besatzungszeit. Eine Amnestie würde nur zu Ressentiments führen. Einen Bedarf an Versöhnung zwischen Indonesiern und Timoresen gäbe es nach seiner Ansicht nicht.
Von 2007 bis 2013 war Gusmão der Vertreter der Katholischen Kirche in der nationalen Wahlkommission Osttimors (CNE) und Sprecher der Kommission. Am letzten Tag des Wahlkampfes der Präsidentschaftswahlen in Osttimor 2007 sprach sich Gusmão für Fernando de Araújo, den Kandidaten der Partido Democrático aus. Interessenkonflikte zwischen seiner Aussage und der Mitgliedschaft in der Nationalen Wahlkommission bestritt er. „Wir erfreuen uns der Freiheit, sagen zu können, was wir wollen“, sagte er. Beobachter mutmaßten, Gusmãos Aussage könne großen Einfluss auf andere Priester in Osttimor haben. Araújo schied in der ersten Runde der Wahlen als Dritter aus. Da es bei der Auszählung zu chaotischen Zuständen kam, wurde Gusmão als „verrückter Mönch“ verspottet.
Als Gusmão 2014 als Pfarrer der Kirche von Manatuto die 200-Jahr-Feier der Ankunft der hier verehrten Antoniusstatue 2015 vorbereitete, bat er den Transportminister Gastão Sousa, um einen Wagen für die Vorbereitung. 2017 wurde Sousa beschuldigt, einen Dienstwagen dafür unrechtmäßig verwendet zu haben, weswegen 2018 Sousa, Gusmão und aufgrund anderer Vorwürfe weitere Personen vor Gericht gestellt wurden. Gusmão wurde freigesprochen. Gusmão nannte die Korruptionsvorwürfe gegen ihn politisch motiviert. Das Gericht würde das Konkordat zwischen dem Land und dem Vatikan verletzen. Staatsanwaltschaft und das Gericht hätten den Bischof Baucaus nicht schriftlich über den Fall informiert, wie es vereinbart ist. Gusmão weigerte sich zudem, seine Priesterkutte nicht vor Gericht zu tragen, wie der Richter das forderte.
Am 29. Januar 2020 erklärte Gusmão seinen Verzicht auf das Priesteramt, was am 20. Januar 2021 endgültig offiziell bestätigt wurde. Am 30. August erfolgte die Suspendierung für alle Aufgaben in der Kirche durch Bischof Basílio do Nascimento, womit für Gusmão der Weg frei war, am 1. September anzukündigen, dass er bei der Präsidentschaftswahlen in Osttimor 2022 als Kandidat antreten wolle. Die Priesterschaft wurde von Papst Franziskus am 27. November 2021 aufgehoben. Gusmão schied in der ersten Runde der Wahlen aus. Er hatte nur 8.598 Stimmen (1,3 %) erhalten.
Gusmão unterrichtet am Institut für Philosophie und Theologie in Dili. Er tritt auch im Bildungssender TVE/TL auf. Zudem verfasste er mehrere Bücher. Seine Biographie des Unabhängigkeitskämpfers Nicolau Lobato wurde 2018 in einer Veranstaltung im Präsidentenpalast Osttimors präsentiert.

## Politische Positionen
Gusmão spricht sich klar gegen Abtreibungen aus, auch im Falle von Vergewaltigungen oder Inzest.
Mehrmals kritisierte Gusmão die FRETILIN und die im Lande Politiker allgemein. So sprach er den Mitgliedern der neuen VIII. konstitutionellen Regierung Osttimors aus CNRT, PLP und KHUNTO 2018 ab, dass sie die nötigen Fähigkeiten hätten.